# Карповское (Первомайский район)
Карповское — деревня в Первомайском районе Ярославской области, входит в состав Кукобойского сельского поселения, относится к Новинковскому сельскому округу.

## География
Расположена в 26 км на юго-запад от центра поселения села Кукобой и в 57 км на северо-запад от райцентра посёлка Пречистое. 

## История
Церковь в селе построена в 1832 году. Престолов было три: Святителя Василия Великого, Святителя и Чудотворца Николая и Святого Архистратига Михаила. 
В конце XIX — начале XX века село являлось центром Катринской волости Пошехонского уезда Ярославской губернии.
С 1929 года деревня в составе Новинковского сельсовета Первомайского района, с 2005 года — в составе Кукобойского сельского поселения.

## Население
| 1859 | 1914 | 2002 | 2007 | 2010 |
| ---- | ---- | ---- | ---- | ---- |
| 210  | ↗211 | ↘21  | ↘17  | ↘14  |